# Integratore analogico
Nell'elettronica un circuito integratore è un componente che permette di compiere l'operazione di integrazione. Questo circuito è basato sull'amplificatore operazionale. 

## Integratore analogico ideale

Schema di un integratore ideale basato su amplificatore operazionale.

L'integratore analogico ideale varia da quello reale poiché manca il resistore in parallelo al condensatore sul ramo di  retroazione negativa. In più, l'integratore ideale può integrare per tempi indefiniti senza andare in saturazione (vedi ingresso a gradino e uscita a rampa).                           
La sua funzionalità è limitata a frequenze reali con fattore di sfasamento pari al 120%. Ciò limita la sua applicazione ai soli casi ideali con fattore di smorzamento tendente a zero se si tiene conto dello sfasamento dovuto ai poli nell'origine nella G(s) del nostro sistema studiato con retroazione unitaria.
Inoltre, con Vi(t)=segnale triangolare isoscele si deve tener conto dell'ipotenusa additiva nel terzo nodo sommatore.
Questo determina la qualità di risposta del sistema in esame.